# カッシン (DD-372)
|          | |
| 艦歴     | |
| 起工     | 1934年10月1日 |
| 進水     | 1935年10月28日 |
| 就役     | 1936年8月21日 |
| 退役     | 1941年12月7日 |
| 再就役   | 1943年11月15日 |
| 退役     | 1945年12月17日 |
| その後   | 1947年11月25日スクラップとして売却 |
| 性能諸元 | |
| 排水量   | 1,500トン |
| 全長     | 341 ft 4 in (104.04 m) |
| 全幅     | 35 ft (11 m) |
| 吃水     | 9 ft 10 in (3.00m) |
| 機関     | |
| 最大速   | 37ノット(69 km/h) |
| 乗員     | 士官、兵員158名 |
| 兵装     | 建造時 Mark.21 38口径5インチ単装砲×5基 12.7mm単装機関銃×4丁 533mm4連装魚雷発射管×3基 1943年 Mark.21 38口径5インチ単装砲×4基 ボフォース 40mm連装機関砲×2基 エリコンSS 20mm単装機関砲×5基 533mm4連装魚雷発射管×3基 爆雷投下軌条×2軌 1945年 Mark.21 38口径5インチ単装砲×4基 ボフォース 40mm連装機関砲×2基 エリコンSS 20mm単装機関砲×6基 533mm4連装魚雷発射管×2基 爆雷投下軌条×2軌 |

カッシン (USS Cassin, DD-372) は、アメリカ海軍の駆逐艦。マハン級駆逐艦の1隻。艦名はアメリカ海軍の将校であるスティーブン・カッシンにちなむ。その名を持つ艦としては2隻目。
カッシンはフィラデルフィア海軍造船所にて1934年10月1日に起工、1935年10月28日に進水し、A・G・ノーブル指揮下にて1936年8月21日に就役した
。

## 艦歴

### 戦間期
カッシンは1937年3月まで改造を行い、その後カリブ海及びブラジルへ航行した。
1937年8月18日、蒸気機関の破裂が発生し、機関室にいた4名の民間人が死亡、10名の船員と民間人が負傷した。カッシンは船体修理のためフィラデルフィア海軍造船所の乾ドックに入った。
1938年4月、ハワイ諸島とパナマ運河にて実施される艦隊演習のため真珠湾の艦隊に加わった。1939年には西海岸にて魚雷と砲撃演習を行い、1940年4月1日にハワイの分隊に配備された。その後1941年2月から4月にかけて太平洋での哨戒のためオーストラリアのサモア及びフィジーの海域を航行し、1941年の秋に西海岸に帰港した。

### 第二次世界大戦

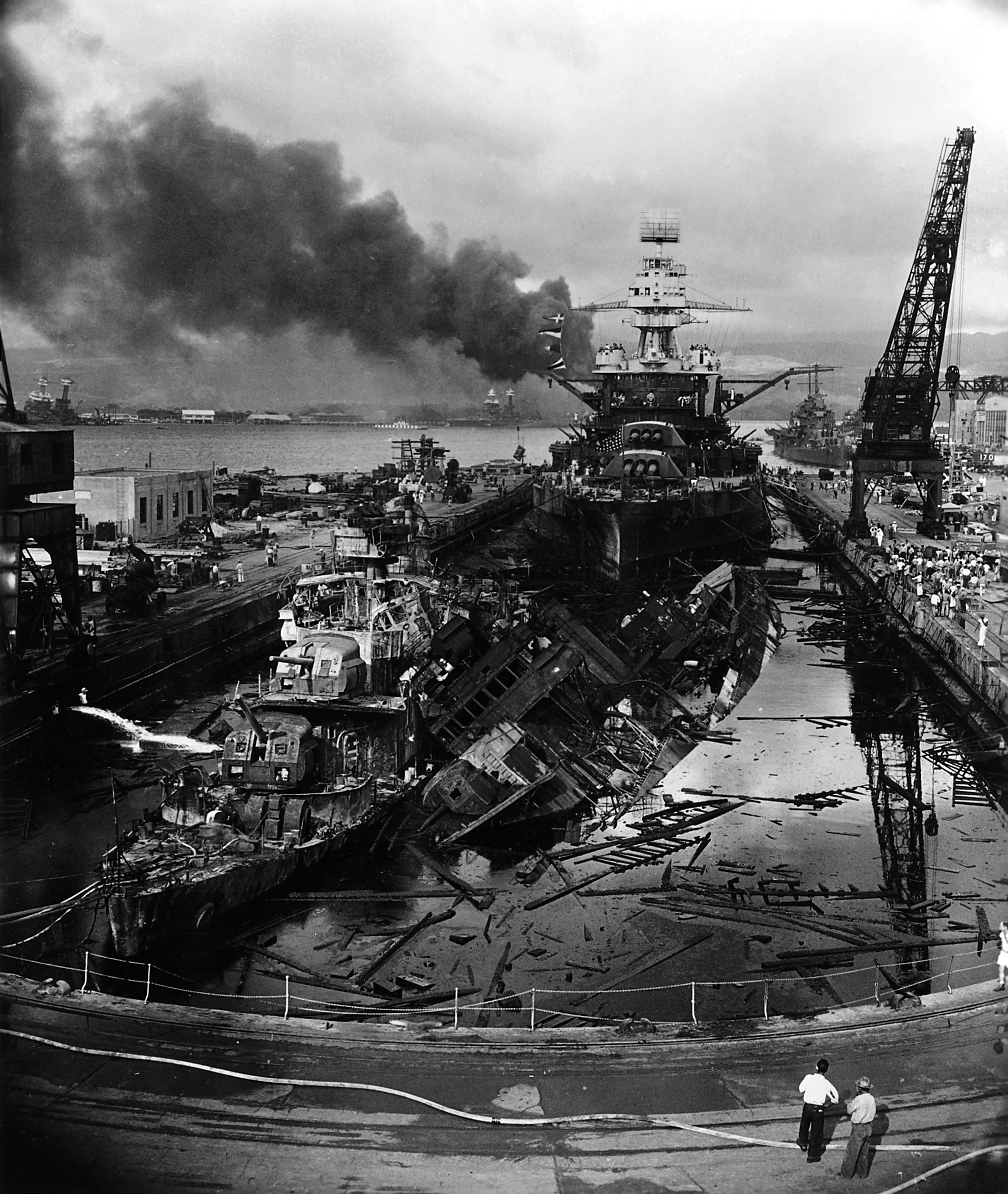
真珠湾攻撃時のカッシン、ダウンズ及びペンシルベニア

1941年12月7日、日本海軍による真珠湾攻撃の際、ダウンズ及びペンシルベニアと共に乾ドックに入渠中であった。空爆によりカッシン及びダウンズの両艦は消火不能な火災が発生し、1941年12月7日に退役した。両艦の船体は修理不可能なほど損傷していたが、浮揚の後にマーレ島海軍造船所に送られ、再建造された。 
カッシンは1944年2月5日に戦線に復帰し、4月から8月にかけてマジュロへの護衛任務に就いた。8月15日から25日にかけてはアギガン島への砲撃を行いテニアン島の統合を支援、その後サイパンからの護衛任務に就いた。
10月9日、南鳥島の砲撃に参加し、続いて同部隊は10月16日に第38.1任務群に加わるため出航した。カッシンはレイテ島上陸中にルソン島の北東へ航行し、ウルシー環礁で補給任務に従事した。しかし、レイテ沖海戦によりカッシンが所属する部隊は作戦行動に参加するように呼び戻され、空母の護衛にあたった。
カッシンの次の任務は硫黄島への攻撃の準備であった。1944年11月11日から12日の夜、そして1945年1月24日、カッシンは島へ砲撃を行い、その他サイパン周辺海域にて哨戒、護衛、索敵任務に従事した。2月23日、サイパンを出航し硫黄島への補給船を護衛し、2月28日に病院船と共にグアムに戻った。カッシンは3月中旬に硫黄島に戻り、残りの戦争のほとんどを通して索敵及び海上救助任務を続けた。
終戦後は硫黄島沖で海上救助を続け、日本軍から解放された捕虜の避難を支援した。 

## その後
カッシンは1945年11月1日にバージニア州ノーフォークに戻り、1945年12月17日に退役、1947年11月25日にスクラップとして売却された。
真珠湾攻撃の際に船上を飛んでいた機体のエンジンは、リバティー大学のキャンパスにあるジェリーファルウェル図書館に展示されている。 

## 従軍星章
カッシンは第二次世界大戦中の功績により6個の従軍星章を受章した。